# Valgoglio
Valgoglio est une commune italienne de la province de Bergame, dans la région Lombardie.

## Administration
| Période                                  | Période  | Identité     | Étiquette     | Qualité |
| ---------------------------------------- | -------- | ------------ | ------------- | ------- |
| 25/05/2014                               | en cours | Eli Pedretti | Centro Destra |         |
| Les données manquantes sont à compléter. |          |              |               |         |

### Communes limitrophes
Ardesio, Branzi, Carona, Gandellino, Gromo.